# Rob Sheffield
Robert James Sheffield (2 de febrero de 1966; Milton, Massachusetts) es un periodista y autor musical estadounidense.
Es editor colaborador de Rolling Stone desde hace mucho tiempo y escribe sobre música, televisión y cultura pop. Anteriormente, fue editor colaborador de las revistas Blender, Spin y Details. Originario de Milton, Massachusetts, Sheffield tiene una licenciatura de la Universidad de Yale y una maestría (1991) de la Universidad de Virginia.
Sheffield vive en Brooklyn, Nueva York.

## Obras publicadas
Sheffield ha escrito varios libros, incluida una memoria, Love Is a Mix Tape: Life and Loss, One Song at a Time (cuyo extracto apareció en la edición de enero de 2007 de GQ), publicada por Random House en enero de 2007. Fue recibido con gran éxito y fue un éxito de ventas a nivel nacional.
El quinto libro de Sheffield, publicado en abril de 2017, se llama Dreaming the Beatles: The Love Story of One Band and the Whole World. Rolling Stone publicó en línea un extracto del libro más reciente de Sheffield, Dreaming the Beatles. USA Today le dio a Dreaming the Beatles tres estrellas y media (de cuatro) y la calificó como una "nueva y encantadora colección de ensayos". Spin agregó que "Dreaming the Beatles es a partes iguales historia y crítica cultural, ya que Sheffield se basa en docenas de fuentes para establecer la historia de cómo surgieron los Beatles, antes de escribir sobre por qué algo de eso importa". MTV opinó que "Dreaming the Beatles es uno de los mejores libros jamás escritos sobre la banda". Sheffield ganó el premio Virgil Thomson de la Fundación ASCAP a la crítica musical destacada por Dreaming the Beatles en 2017.